# Take Root

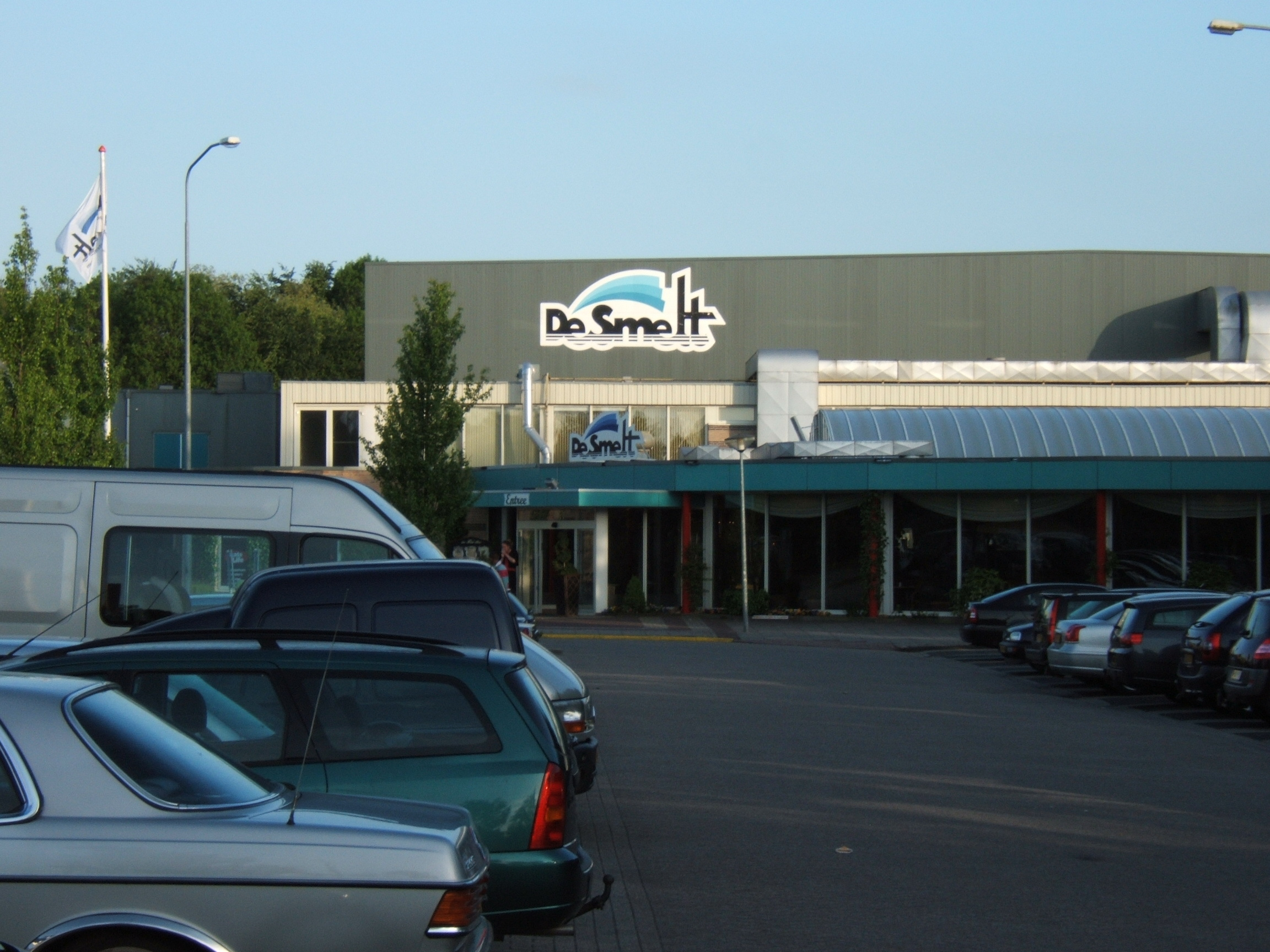
De eerste negen afleveringen van Take Root vonden plaats in het evenementencentrum De Smelt

Take Root, ook wel: TakeRoot Festival, is een muziekfestival voor roots, country en americana, dat sinds 1998 eens per jaar wordt gehouden.

## Geschiedenis
De eerste aflevering vond plaats op zaterdag 12 september 1998 in evenementencentrum De Smelt in Assen. Voor de tiende aflevering verhuisde men naar De Oosterpoort in Groningen.
Van de afleveringen in 2004 en van 2005/2006 verscheen een dvd met opnames.
Het radioprogramma American Connection maakte een aantal jaren opnames op Take Root, die in de daarop volgende weken in "live-blokjes" via Radio 2 werden uitgezonden. Op een gegeven moment was dat door bezuinigingen bij de publieke omroep niet meer mogelijk. Later werden opnamen gemaakt door het NPS-programma De Zondag van 6: Roots en via Radio 6 uitgezonden, maar ook dat programma werd (in de zomer van 2010) beëindigd.
Door de coronapandemie kon de editie van 2020 helaas geen doorgang vinden.  De opzet werd in 2021 voor corona aangepast. Take Root gaat Downtown werd op vijf locaties in de binnenstad van Groningen gehouden, zodat er meer onderlinge afstand gehouden kon worden.
In 2022 keert Take Root weer terug in de Oosterpoort.

## Afleveringen

### 1998
zaterdag 12 september 1998, 19 acts op 3 podia De Smelt, Assen
- Ilse DeLange & Band (NL)
- Mike Welch & Band (VS)
- J.W. Roy & The One Night Band (NL)
- Monti Amundson & Band (VS)
- Iain Matthews & The Swine Lake Band (VS)
- Cuby & The Blizzards (NL)
- The Parish (NL)
- Drippin' Honey (NL)
- The Seatsniffers (B)
- The Silos (VS)
- Cuban Heels (NL)
- Bad To The Bone (NL)
- The O'Neils (NL)
- Victoria Williams & The Original Harmony Rich Creek Dippers (VS)
- Michael de Jong (VS)
- Chris Whitley (VS)
- Chip Taylor (VS)

### 1999
zaterdag 9 oktober 1999, 17 acts op 3 podia De Smelt, Assen
- High Temperature (NL)
- Steve Wynn & Band (VS)
- The Damnations TX (VS)
- Popa Chubby & Band (VS)
- Beth Hart & Band (VS)
- The Paladins (VS)
- Say ZuZu (VS)
- Dan Penn & Spooner Oldham (VS)
- Terry Lee Hale & The Blind Doctors (VS)
- Kevin Coyne & Band (VS)
- The Gourds (VS)
- Boy Small Band (VS)
- Tom Russell & Andrew Hardin (VS)
- Jeb Loy Nichols (VS)
- Lee Clayton (VS)
- Wyckham Porteous (VS)
- Stacey Earle & Mark Stewart (VS)

### 2000
zaterdag 7 oktober, 11 acts op 3 podia De Smelt, Assen
- The Gourds (VS)
- Tish Hinojosa & Band (VS)
- Damon Bramblett & Band (VS)
- Tee (B)
- Steve Earle & The Dukes (VS)
- Walter Trout Band (VS)
- Lynn Miles (VS)
- Freedy Johnston (VS)
- Michael de Jong (VS)
- Jason Ringenberg (VS)
- Slaid Cleaves (VS)

### 2001
zaterdag 6 oktober 2001, 14 acts op 3 podia De Smelt, Assen
- Blue Mountain (VS)
- Chitlin' Fooks (NL)
- Dale Watson & His Lonestars (VS)
- Hi-Dramatic (NL)
- Mary Gauthier (VS)
- Jimmy Lafave & Band (VS)
- Bernard Allison & Band (VS)
- Ad Vanderveen & Iain Matthews (VS)
- Kim Richey (VS)
- Kristi Rose & Fats Kaplin (VS)
- Eric Taylor (VS)
- Dakota Suite (VK)
- Josh Rouse (VS)
- Kevin Montgomery & Al Perkins (VS)

### 2002
zaterdag 5 oktober, 15 acts op 3 podia De Smelt, Assen
- Stewboss (VS)
- Reto Burrell & Band (CH)
- Tony Joe White (VS)
- Slobberbone (VS)
- Baptist Generals (VS)
- Marah (VS)
- Fred Eaglesmith & Band (CAN)
- Cindy Bullens (VS)
- Dan Bern (VS)
- Willie P. Bennett (CAN)
- Daniël Johnston (VS)
- Dolly Vardon (VS)
- Lonesome Bob (VS)
- Chip Taylor & Carrie Rodriguez (VS)
- Hardpan (VS)

### 2003
zaterdag 4 oktober, 15 acts op 3 podia De Smelt, Assen
- Vic Chesnutt (VS)
- Cracker (VS)
- Grey DeLisle & Band (VS)
- Sandy Dillon (VS)
- Tim Easton (VS)
- Jon Dee Graham (VS)
- Dayna Kurtz & Band (VS)
- Jesse Malin & Band (VS)
- David Olney (VS)
- Kelly Pardekooper & Band (VS)
- The Resentments (VS)
- Jennie Stearns (VS)
- Stuurbaard Bakkebaard (NL)
- Mia Doi Todd (VS)
- The Walkabouts (VS)

### 2004
zaterdag 2 oktober, 13 acts op 2 podia De Smelt, Assen
- The Sadies (CAN)
- Giant Sand (VS)
- SVSn Cowsill & Band (VS)
- Deadstring Brothers (VS)
- Cowboy Junkies (CAN)
- The Legendary*Shack Shakers (VS)
- Thomas Denver Jonsson (ZWE)
- Mary Lee's Corvette (VS)
- Ane Brun (NOORW)
- Tom Freund (VS)
- Johnny Dowd (VS)
- Dawn Kinnard & Band (VS)
- Darrell Scott (VS)

### 2005
zaterdag 1 oktober, 12 acts op 2 podia De Smelt, Assen
- Nels Andrews & The El Paso Eyepatch (VS)
- Ian Moore (VS)
- Kristin Mooney & Band (VS)
- Washington (NOORW)
- Chatham County Line (VS)
- Joseph Parsons Squad (VS)
- Rod Picott (VS)
- Kevn Kinney (VS)
- Eels with strings (VS)
- Richmond Fontaine (VS)
- A.J. Croce (VS)
- Emmerhoff (NOR)

### 2006
zaterdag 7 oktober, 13 acts op 2 podia De Smelt, Assen (laatste keer)
- Ryan Adams & The Cardinals (VS)
- Luka Bloom (IER)
- Hellwood (VS)
- Boris McCutcheon & The Saltlicks (VS)
- Colin Linden (CAN)
- Rachelle van Zanten & Band (CAN)
- Odd (NOR)
- Neal Casal (VS)
- Kelly Stoltz & Band (VS)
- Colin Linden & Band (CAN)
- Krista Detor (VS)
- Teitur (FAR)
- Hobotalk (SCO)

### 2007
zaterdag 6 oktober 2007, De Oosterpoort (Groningen) 17 acts op 4 podia
- PF Sloan & Duane Jarvis (VS)
- South Austin Jug Band (VS)
- Son Volt (VS)
- Southside Johnny & the Asbury Jukes (VS)
- Chip Taylor & Carrie Rodriguez (VS)
- Hayward Williams & Band (VS)
- Willard Grant Conspiracy (VS)
- Rench (VS)
- Jeffrey Foucault & Band (VS)
- The Brandos (VS)
- .357 String Band (VS)
- Chuck Prophet (VS)
- Tim O'Reagan & Jim Boquist (VS)
- Six Shooter: Luke Doucet, NQ Arbuckle, Justin Rutledge (CAN)
- David Vandervelde (VS)
- Ramsay Midwood & Friends (VS)
- Stephen Simmons (VS)

### 2008
zaterdag 4 oktober 2008, De Oosterpoort (Groningen) 18 acts op 4 podia
- John Hiatt (VS)
- Jimmy LaFave (VS)
- Dan Bern (VS)
- Elliott Brood (CAN)
- Nathan Hamilton (VS)
- David Olney (VS)
- Royal Wood (CAN)
- Steve Wynn (VS)
- Bowerbirds (VS)
- Bon Iver (VS)
- American Music Club (VS)
- Ladyhawk (CAN)
- My Brightest Diamond (VS)
- Built To Spill (VS)
- O'Death (VS)
- Clare & The Reasons (VS)
- The Storys (UK)
- Annie Keating (VS)

### 2009
zaterdag 3 oktober, De Oosterpoort (Groningen) 18 acts op 4 podia
- Seasick Steve (VS)
- Emilíana Torrini (ISL)
- Danny Schmidt (VS)
- Willie Nile & Band (VS)
- Nels Andrews (VS)
- The Band of Heathens (VS)
- Peter Broderick (VS en DK)
- Dayna Kurtz & Band (VS)
- The Tallest Man on Earth (VS en S)
- The Handsome Family (VS)
- William Elliott Whitmore (VS)
- Jesse Dee & Band (VS)
- James McMurtry & Heartless Bastards (VS)
- The Whispertown 2000 (VS)
- Israel Nash Gripka (VS)
- Kinky Friedman & Little Jewford (VS)
- Ana Egge (VS)

### 2010
zaterdag 18 september, De Oosterpoort (Groningen) 18 acts op 4 podia (k = kleine zaal; g = grote zaal; f = foyer; e = entreezaal)
- Willy Mason (VS) k
- Emily Jane White (VS) k
- Frank Fairfield (VS) k
- Damien Jurado (VS) k
- Iron & Wine (VS) k
- Dave Rawlings Machine (VS) k
- Old Crow Medicine Show (VS) g
- Black Mountain (CAN) g
- Isobel Campbell & Mark Lanegan (met als gast Willy Mason) (UK & VS) g
- Wilco (VS) g
- Caitlin Rose (VS) f
- Deer Tick (VS) f
- Phosphorescent (VS) f
- Carrie Rodriguez (VS) f
- Romantica (VS) e
- Musee Mecanique (VS) e
- Chatham County Line (VS) e
- Devon Sproule & Paul Curreri (VS) e

### 2011
zaterdag 10 september, De Oosterpoort (Groningen) 17 acts op 4 podia (k = kleine zaal; g = grote zaal; f = foyer; e = entreezaal)
- Morgan O'Kane (VS) k
- Jolie Holland (VS) k
- Josh T. Pearson (VS) k
- The Secret Sisters (VS) k
- Megafaun (VS) k
- Israel Nash Gripka (VS) g
- The War on Drugs (VS) g
- The Tallest Man on Earth (SWE) g
- Ron Sexsmith (CAN) g
- Dan Baker & The Breakdown (VS) f
- Man Man (VS) f
- C.W. Stoneking & His Primitive Horn Orchestra. (AUS) f
- Kurt Vile & The Violators (VS) f
- Mack Johansson (SWE) e
- Matthew and the Atlas (UK) e
- The Sultans of Slide (VS) e
- Pokey LaFarge & The South City Three (VS) e

### 2012
zaterdag 15 september, De Oosterpoort (Groningen) 18 acts op 5 podia (k = kleine zaal; g = grote zaal; f = foyer; b = binnenzaal)
- Calexico (VS) g
- Wovenhand (VS)
- Sleepy Sun (VS)
- Jamie N Commons (VS)
- Angel Olsen (VS)
- Sam Baker (VS)
- Laura Gibson (VS)
- Awna Teixeira (VS)
- Howlin Rain (VS)
- Big Harp (UK)
- Doug Paisley (VS)
- Dan Stuart (VS)
- Jesca Hoop (MAL/IRE)
- Reigning Sound (IRE)
- Maggie Björklund (VS)
- Richard Buckner (IRE)
- The Little Big Horns (VS)
- Meschiya Lake & the Little Big Horns (VS)

### 2013
zaterdag 14 september, De Oosterpoort (Groningen) 16 acts op 4 podia (k = kleine zaal; g = grote zaal; f = foyer; b = binnenzaal)
- Kris Kristofferson (VS) g
- Jimmy Lafave (VS) g
- Dawes (VS) g
- Strand of Oaks (VS)
- Sean Rowe (VS)
- Johnny Dowd (VS)
- American Aquarium (VS) f
- Diana Jones (VS) k
- The Milk Carton Kids (VS)
- William Tyler (VS)
- Michael Chapman (UK)
- Sons of Bill (VS) f
- Hollis Brown (VS)
- Adrian Crowley (MAL/IRE)
- Bap Kennedy (IRE)
- Joe Pug (VS)

### 2014
zaterdag 13 september, De Oosterpoort (Groningen) 18 acts op 4 podia (k = kleine zaal; g = grote zaal; f = foyer; b = binnenzaal) (niet compleet)
- Joan Baez (VS) g
- Israel Nash Gripka (VS) g
- Natural Child (VS)
- Smokie Fairies (UK)
- Gregory Page (VS) k
- Slobberbone (VS)
- Matt the Electrician (VS)
- Dave McGraw & Mandy Ferr (CAN)
- Daniel Romano (CAN)
- Dustin Welch (VS)
- Ethan Johns (UK)
- The Sheiks (VS)
- Robert Ellis (VS)
- Carrie Elkin (VS)
- John Fullbright (CAN)
- Kevin Welch (VS)
- Hellshovel (CAN) f
- Jack Oblivian (VS)

### 2015
zaterdag 12 september, De Oosterpoort (Groningen) 19 acts (20 shows) op 5 podia (k = kleine zaal; g = grote zaal; f = foyer; b = binnenzaal; ba = basement)
- My Morning Jacket (VS) g
- Dawes (VS) g
- Villagers (IRE) g
- Danny Smidt & Carrie Elkin (VS) k
- Ryley Walker (VS) k
- Mark Zokelek/Sun Kil Moon (VS) k
- Patty Griffin (VS) k
- Andy Schauf (CAN) k
- Houndstooth (VS) f
- David Corley's Wild Connection (VS) f
- Crooked Brothers (CAN) f
- Con Brio (VS) f
- Otis Gibbs (VS) b
- Carrie Elkin & David Schmidt (VS) b
- Shannon Lyon (CAN) b
- The Delines (VS) b
- Basia Bulat (CAN) ba
- Danny Kroha (VS) ba
- The Weather Station (CAN) ba
- Juan Wauters (URY) ba

### 2016
zaterdag 10 september, De Oosterpoort (Groningen) 20 acts op 4 podia (k = kleine zaal; g = grote zaal; f = foyer; b = binnenzaal; ba = basement) (niet compleet)
- The Jayhawks (VS) g
- Admiral Freebee (B)
- Doug Seegers (VS)
- Rod Picott (VS)
- Matthew Logan Vasquez (VS)
- JP Harris & The Tough Choices (VS) f
- Gill Landry (VS) k
- Carter Sampson (VS) f
- Oklahoma Roots Revue (VS)
- Robert Ellis (VS) k
- Ben Miller Band (VS) f
- Torgeir Waldemar (N) k
- Daniel Romano (CAN)
- Erika Wernerstrom (VS)
- Sam Beam & Jessica Hoop (VS)
- Drew Holcomb (VS)
- Barna Howard (VS)
- Karl Blau (VS)
- Christopher Paul Stelling (VS)
- Jenny Berkel (CAN)

### 2017
zaterdag 4 november, De Oosterpoort (Groningen) 20 acts op 5 podia (k = kleine zaal; g = grote zaal; f = foyer; b = binnenzaal; ba = basement)
- Jason Isbell & the 400 Unit (VS) g
- Margo Price (VS) g
- Hurray for the Riff Raff (VS) g
- Jesse Dayton (VS) f
- Chuck Prophet & the Mission Express (VS) f
- The Cordovas (VS) f
- The Americans (VS) f
- Sam Outlaw (VS) k
- Eilen Jewell (VS) k
- Andrew Combs (VS) k
- The Cactus Blossoms (VS) k
- Tift Merrit (VS)k
- Levi Parham (VS) b
- Jim Lauderdale (VS) b
- The Como Mamas (VS) b
- The Secret Sisters (VS) b
- Curse of Lono (UK) ba
- Steve Gunn (VS) ba
- Baptiste W. Haman (F) ba
- Joost Dijkema (Rolde) b

### 2018
zaterdag 3 november, De Oosterpoort (Groningen) 24 acts op 6 podia (k = kleine zaal; g = grote zaal; f = foyer; b = binnenzaal; ba = basement; a = attic)
- Father John Misty (VS) g
- John Moreland (VS) g
- Kurt Vile & The Violators (VS) g
- Neko Case (VS) k
- Shakey Graves (VS) k
- Marlon Williams (NZ) k
- American Aquarium (VS) k
- The Americans (VS) b
- Garrett T. Capps (VS) f
- Cat Clyde (CAN) a
- Aanthony D’Amato (VS) ba
- Darlingside (VS) a
- Jarrod Dickenson (VS) b
- Alejandro Escovedo Band With Don Antonio (VS) f
- Gold Star (VS) b
- Honey Harper (VS) ba
- Jerry Leger (CAN) ba
- Becca Mancari (VS) ba
- Mattiel (VS) f
- Michael McDermott & Heather Horton (VS) a
- The Mastersons (VS) a
- Sarah Shook & The Disarmers (VS) f
- Aaron Lee Tasjan (VS) b
- Trampled By Turtles (VS) k

### 2019
zaterdag 2 november, De Oosterpoort (Groningen) 24 acts op 6 podia (k = kleine zaal; g = grote zaal; f = foyer; b = binnenzaal; ba = basement; a = attic)
- Drive-by Truckers (VS) g
- Josh Ritter (VS) g
- Son Volt (VS) g
- The Delines (VS) k
- Robert Ellis (VS) k
- Lera Lynn (VS) k
- Andrew Adkins (VS) a
- A.A. Bondy (VS) ba
- Garrett T. Capps (VS) k
- Cedric Burnside (VS) ba
- Lilly Hiatt (VS) f
- Joseph (VS) k
- The Long Ryders (VS) f
- Senora May (VS) a
- Orville Peck (VS) ba
- Quaker City Night Hawks (VS) f
- Erin Rae (VS) b
- The Rails (UK) f
- Tyler Ramsey (VS) ba
- Doug Seegers (VS) b
- Caroline Spence (VS) b
- James Steinle (VS) a
- Molly Tuttle (VS) a
- Wille Watson (VS) b

### 2020
Wegens Covid-19 beperkingen afgelast.

### 2021
zaterdag 6 november, verschillende locaties in Groningen  (s = Stadsschouwburg; g = Grand Theatre; h = Huize Maas; a = Der Aa-theater; l = Lutherse Kerk, v = Vera, n=Nieuwe kerk)
- Courtney Marie Andrews (USA) s
- Howe Gelb & the Colorist Orchestra (USA/B) s
- Garrett T. Capps & Los Rippers (USA) h
- Israel Nash (USA) g
- Black Lips (USA) v
- Malford Milligan & The Southern Aces (USA) h
- Native Harrow (UK) a
- Natalie Bergman (USA) l
- David Keenan (Ie) l
- Jesse Malin (USA) v
- Adrian Crowley (Ie) l
- Holly Macve (USA) a
- Don Dilego (USA) v
- Diana Jones (USA) g
- Dawn Brothers (NL) a
- Heather Valley (USA) g
- Judy Blank (NL) s
- Luka Bloom (Ie) n
- Tim Knol & Blue Grass Boogieman (NL) h

### 2022
zaterdag 5 november,De Oosterpoort (Groningen)  24 acts op 6 podia (k = kleine zaal; g = grote zaal; f = foyer; b = binnenzaal; ba = basement; a = attic)
- Band of Horses, USA g
- Courtney Barnett, AUS g
- Gregory Alan Isakov, USA g
- Charley Crocket, USA f
- Cowboy Junkies, CAN, k
- Chris Thile, USA k
- Shakey Graves, USA k
- Alexis Rose, USA b
- Aoife O'Donovan, USA b
- S. G. Goodman, USA ba
- Riley Downing, USA a
- Mary Gauthier, USA k
- The Sadies, USA f
- Watchhouse, USA k
- The Hanging Stars, UK ba
- Hollis Brown, USA b
- Donovan Woods, CAN a
- Neal Francis, USA f
- Kacy & Clayton, USA ba
- Ghost Woman, USA ba
- The 502's, USA f
- Joshua Hedley, USA b
- Jeffrey Foucault, USA a
- John Blek, IER a

### 2023
zaterdag 4 november,De Oosterpoort (Groningen)  25th Edition 24 acts op 6 podia (k = kleine zaal; g = grote zaal; f = foyer; b = binnenzaal; ba = basement; a = attic)
- Hermanos Gutierrez, CH g
- Ian Noe, USA k
- Tami Neilson, USA g
- Josh Ritter, USA g
- Fantastic Cat, USA k
- Old 97's, USA f
- Robert Finley, USA k
- Thee Sacred Souls, USA k
- Willi Carlisle, USA b
- Aaron Boyd, USA ba
- The Brother Brothers, USA a
- Dylan Leblanc, USA b
- Jerry Leger and the Situation, CAN f
- Jana Mila, NL a
- Leyla McCalla, USA b
- Richy Mich and the Coal Miners, USA b
- Willam Prince, CAN a
- Sarah Shook and the Disarmers, USA f
- Jim White Band, USA ba
- Kassi Valazza, USA a
- Lisa O'Neill, Ier k
- The Pink Stones, USA f

### 2024
zaterdag 2 november,De Oosterpoort (Groningen) 24 acts op 6 podia (k = kleine zaal; g = grote zaal; f = foyer; b = binnenzaal; ba = basement; a = attic)
- Giant Sand, USA k
- Hurray for the Riff Raff, USA g
- The Big Star Quintet, USA g
- Iron and Wine, USA g
- John Paul White, USA b
- Mary Gauthier, USA k
- Fantastic Negrito, USA f
- Stephen Wilson Jr, USA k
- Jessica Pratt, USA k
- Wild Rivers, CAN k
- Jack Browning, USA ba
- Abe Partridge, USA a
- Country Westerns, USA ba
- Dalton Mills, USA a
- Early James, USA ba
- Jenny Don't and the Spurs, USA f
- Jesper Lindell, SE f
- Kyshona,  USA b
- LA LOM, USA ba
- Louien, NO a
- Muireann Bradley, IRL a
- Tyler Ramsey, USA b
- Wayne Graham, USA f
- Uncle Lucius, USA b

### 2025
zaterdag 1 november,De Oosterpoort (Groningen) 24 acts op 6 podia (k = kleine zaal; g = grote zaal; f = foyer; b = binnenzaal; ba = basement; a = attic
- Courtney Marie Andrews, USA
- Patterson Hood, USA
- Chuck Prophet and His Cumbia Shoes, USA
- Frazey Ford, CAN
- The Weather Station, CAN
- Early James, USA
- Gill Landry, USA
- Alela Diana, USA
- Horsebath, CAN
- Joachim Cooder, USA
- Lily Hiatt, USA
- Neal Frances, USA
- Penny & Sparrow, USA
- The Tallest Man on Earth, Swe
- Brandy Clark, USA
- Brown Horse, UK
- Emily Scott Robinson, USA
- Trapper Schoepp, USA

## Andere americana-festivals
- Blue Highways
- Roots of Heaven